# Rudolf Belin
Rudolf Belin (* 4. listopadu 1942 Záhřeb) je bývalý chorvatský fotbalista reprezentující Jugoslávii. S její reprezentací získal stříbrnou medaili na mistrovství Evropy v roce 1968, byť na závěrečném turnaji do hry nezasáhl. Zúčastnil se též olympijského turnaje v roce 1964. Celkem za národní tým nastoupil k 29 utkáním, v nichž vstřelil 6 branek. Většinu své klubové kariéry strávil v Dinamu Záhřeb (1959–1970). Získal s ním třikrát jugoslávský pohár (1962/63, 1964/65, 1968/69). V roce 1967 s ním rovněž vybojoval Veletržní pohár. Poté mu bylo dovoleno zakončit kariéru v zahraničí, působil v belgickém klubu Beerschot VAC (1970–1972). Získal s ním belgický pohár (1970/71). Hrával zejména na postu záložníka. Po skončení hráčské kariéry se stal trenérem, vedl několikrát Dinamo Záhřeb, v letech 2001–2002 trénoval iráckou fotbalovou reprezentaci.